# 鬼眼 (1977年電影)
《鬼眼》（義大利語：Sette note in nero，直译：「黑暗中的七个音符」）是一部1977年的意大利鉛黃電影，由路西歐·弗爾茲執導，並由他與羅伯托·詹維提和達丹諾·薩凱蒂共同編劇。《鬼眼》由詹妮弗·歐內爾、吉昂尼·嘉科、馬克·波叡和艾妲·蓋莉主演。影片講述了一位女士開始經歷靈異幻象，導致她發現了一起謀殺案，她的丈夫被指控犯有殺人罪。这位靈媒必須與超自然現象研究者一起展開調查，以洗刷她丈夫的罪名。

## 剧情
1959年，英格兰多佛尔，一名妇女跳崖自杀。与此同时，她住在意大利佛罗伦萨的女儿维尔吉尼娅在幻觉中看到了母亲的死亡。1977年，成年的维尔吉尼娅（詹妮弗·歐內爾饰）仍生活在意大利，不久前嫁给了意大利富商弗朗切斯科·杜奇（吉昂尼·嘉科饰）。某天杜奇出差，维尔吉尼娅送他到机场，开车回家路上她经历了更多的幻觉——她看到一个被谋杀的老妇人、一面破碎的镜子、一幅宗教画、一幅上面写着地址的画、一面被推倒的墙、一个留着小胡子的男人、一本封面上有个女孩的杂志、一支蓝色石头烟灰缸上的黄色香烟、一辆黄色出租车、一盏闪烁的红灯、一道闪着红光的墙缝、一个跛脚的男人、正在用砖块重建的那面墙、一封藏在雕像下的信，最后是一段由七个音符组成的短旋律。
维尔吉尼娅计划翻修丈夫拥有的一座废弃豪宅，她发现这座建筑与她在幻觉中看到的那座非常相似。她注意到墙的灰泥上有一道裂缝，于是在墙上凿了一个洞，发现里面有一具骷髅。维尔吉尼娅认为这具骷髅就是她幻觉中的那个女人，于是她报了警。然而，警方并不相信她的说法，并指控杜奇杀人。
尸检表明，这并不是一具老妇人的尸体，而是只有二十多岁，大约在五年前被杀害。尸体的身份最终被确认为是杜奇的前女友阿涅塔·比尼亚尔迪，她几年前失踪了。维尔吉尼娅决心为丈夫洗清罪责，便联系了她的朋友卢卡·法托里（馬克·波叡饰）。法托里是一名灵异现象研究者，他的调查最终指向了富有的埃米利奥·罗斯皮尼（加布里埃爾·費澤蒂饰），而他可能就是真凶。
弗朗切斯科出差归来，维尔吉尼娅向他汇报了发生的一切。他劝她不要再想这件事，但她却越来越想知道这个谜团。
维尔吉尼娅与弗朗切斯科的姊妹格洛丽亚（艾妲·蓋莉饰）和格洛丽亚的律师朋友梅利（里卡多·帕里西奧·佩羅提饰）讨论了这个案件。格洛丽亚说，弗朗切斯科于1972年4月去美国出差，是她把家里的家具换掉的。墙里有尸体的那间房间曾是弗朗切斯科的卧室，但弗朗切斯科离开后，是格洛丽亚买来了维尔吉尼娅在幻觉中看到的家具。
几天后，维尔吉尼娅买了一本杂志，封面上刊登着被謀殺的那个女人的照片，和维尔吉尼娅幻觉中的雜誌一模一樣。卢卡注意到这本杂志只存在了一年，很快就意识到维尔吉尼娅经历的其實是一种预感，而不是对过去罪行的幻觉。维尔吉尼娅和卢卡找到了更多的证据，似乎可以洗脱弗朗切斯科的嫌疑，让他获得保释。与此同时，格洛丽亚送给维尔吉尼娅一块手表作为礼物，这块手表每到整点就会响起令人心神不宁的旋律。
预感中的细节开始越来越频繁地出现在维尔吉尼娅面前。维尔吉尼娅从卢卡的办公室搭乘一辆黄色出租车回家，车上的CB无线电灯一直在闪烁（就像她在幻觉中看到的那样）。有个神秘的老妇人给维尔吉尼娅打电话，留言给她的答录机，说能提供有关案件的信息。维尔吉尼娅来到她家时，却发现她已经死了（和维尔吉尼娅幻象中的姿势一样）。这时罗斯皮尼出现了，维尔吉尼娅慌忙逃走。维尔吉尼娅抓起幻象中看到的茶几上一封重要信件，沿着公路逃到了邻近的一座正在维修的教堂。不料，维尔吉尼娅的手表铃声响起，暴露了她的藏身之处。罗斯皮尼试图爬上木制脚手架抓住她，但脚手架断裂，他从数英尺高落到了大理石地板上。
维尔吉尼娅跑回丈夫在附近的老别墅，打电话到他的办公室让他马上来看她。弗朗切斯科来后，维尔吉尼娅被他的一瘸一拐（就像她在幻觉中看到的那样）吓了一跳，但他声称就在几个小时前扭伤了脚踝。他们走进了那间決定命運的房间。弗朗切斯科把一本封面是阿涅塔的杂志放在桌子上，就像幻象中看到的那样。维尔吉尼娅越来越紧张，她开始抽格洛丽亚给的黄烟，然后把它放在了幻象中出现过的烟灰缸上。
在医院里，警察与身受重伤的罗斯皮尼进行了交谈，他只能勉强喘息着解释事件经过。早在1972年，老妇人卡萨蒂夫人在附近的画廊里为一幅价值连城的画作找到了一个非法买家。弗朗切斯科、罗斯皮尼和阿涅塔·比尼亚尔迪都参与了偷画。罗斯皮尼杀死了一名警卫，这在阿涅塔写给卡萨蒂的信中有所提及。罗斯皮尼并不想杀死维尔吉尼娅，只是想取回那封信。卡萨蒂早在他赶到前就已经死了，是被弗朗切斯科杀死的，弗朗切斯科跳窗逃离时扭伤了脚踝。五年前，也正是弗朗切斯科杀害了阿涅塔，因为她想要独自带着画离开，激怒了他。
与丈夫独处的维尔吉尼娅越来越害怕，因为她幻觉中的各种元素逐渐出现在现实中。弗朗切斯科看到梳妆台上那封罪证确凿的信后，整个链条的最后一个关键环节出现了。维尔吉尼娅声称她没有读过信，但他拒绝相信她。他突然用火钳击打维尔吉尼娅。第一下被她躲过没有打中，火钳打碎了一面镜子（在幻象中看到过）。第二下击中了她的头部。维尔吉尼娅躺在地板上，血流不止，他准备把她塞进墙上挖出的洞里。最后，房间的所有细节都与幻象吻合了，维尔吉尼娅意识到一直以来自己才是受害者。
过了一会儿，卢卡根据杂志封面推测出弗朗切斯科杀害阿涅塔·比尼亚尔迪的真实地点和时间。然后，他飞速开车到杜奇别墅，同时因为超速被两名摩托车警察追赶。他让警察不要抓他，详细说明了自己的怀疑。弗朗切斯科把他们三人都请进了屋内，表达了对妻子失踪的担忧。尽管警察提出了问题，卢卡也说了不少话，但都被弗朗切斯科平淡的自制力骗过。卢卡在警察的押送下就要转身离开时，每個人都聽到了令人難忘的曲調，就像音樂盒的鈴聲一樣，從藏有维尔吉尼娅的墙里传出——七個黑暗的音符。

## 音乐
作曲家法比歐·弗利兹也参与过《喪屍食人城》《鬼聲嘯嘯》《八千年魔眼》和弗爾茲1990年電影《大脑中的猫》的制作。影片的配樂是在鐘琴上演奏的，並伴隨弦樂器、合成器和鋼琴音符。與典型的鉛黃電影配樂不同，本片配樂被描述為“簡單、優雅且莊嚴美麗”，並以“避開了猖獗的無調性和尖叫的弦樂”而聞名。
本片的部分音樂後來被用於2003年由昆汀·塔伦蒂诺執導的美國電影《杀死比尔》。配乐的混音曲後來被选入弗利兹2013年“Fulci 2 Frizzi”現場巡演，还有2014年發行的現場專輯《Fulci 2 Frizzi: Live at Union Chapel》。

## 脚注
1. 1 2 3 4  Curti 2017，第172頁.
2. 1 2  Curti 2017，第169頁.
3. ↑  Curti 2017，第173頁.
4. ↑  Frizzi 2 Fulci，第1頁.
5. ↑  Hutchings 2009，第133頁.
6. 1 2  Spencer 2008，第279頁.
7. 1 2  Rife, Katie. . The A.V. Club. 28 August 2015  [17 September 2015]. （原始内容存档于2017-02-15）.
8. ↑  Frizzi 2 Fulci，第16頁.